# 哈爾滕 (索洛圖恩州)
哈爾滕是瑞士的城鎮，位於該國北部，由索洛圖恩州負責管轄，面積1.83平方公里，海拔高度465米，2012年人口866，四成人口信奉基督教，人口密度每平方公里473人。

## 外部連結
- Official website（页面存档备份，存于） （德文）